# Ana Bond
Ana Bond (kannada jezik: ಅಣ್ಣಬಾಂಡ್) indijski je povijesni akcijski film film redatelja Duniya Soori.

## Uloge
- Puneeth Rajkumar — Bond Ravi / Anna Bond
- Nidhi Subbaiah — Divya
- Priyamani — Meera
- Rangayana Raghu — Chapathi Babu
- Avinash — Major Chandrakanth
- Jackie Shroff — Charlie[2]
- Balu Nagendra — Bala
- Gurudatt